# Liste der Ämter der Grafschaft Castell
Diese Liste nennt die Ämter in der Grafschaft Castell mit Stand zum Ende des HRR.

## Allgemeines
In der Grafschaft Castell war in die Teile Castell-Remlingen und Castell-Rüdenhausen geteilt. Entsprechend gab es als Oberbehörden die Regierung in Castell und die Regierung in Rüdenhausen. Wie im HRR üblich war die Trennung der Rechtsprechung von der Verwaltung nicht gegeben. Die Regierungen waren daher sowohl obere Verwaltungsbehörden als auch obere Gerichte. Die Hohe Gerichtsbarkeit stand den Grafen von Castell in drei Centgerichten zu. Daneben bestanden in Castell und in Rüdenhausen Landschaftskassierämter als Finanz- und Steuerbehörden.
Darunter waren die Ämter angesiedelt, die für die Niedere Gerichtsbarkeit und die lokale Verwaltung zuständig waren. Die Steuern wurden je nach Besitzverhältnissen entweder an die genannten Landschaftskassierämter oder an die Ritterkantone Steigerwald und Rhön-Werra abgeführt.

## Ämter der Grafschaft Castell
| Grafschaft                                                 | Amt                | Amtssitz    | Orte | Steuern                         | heutige Zugehörigkeit                                                                                               | Anmerkung                       |
| ---------------------------------------------------------- | ------------------ | ----------- | --- | ------------------------------- | --- | ------------------------------- |
| Castell-Remlingen                                          | Amt Castell        | Castell     | Castell, Feuerbach, Greuth, Prühl (Anteil), Schönaich, Wüstenfelden und Ziegenbach sowie den Castellschen Besitz in Eselsmühle, Gründleinsmühle, Herpersdorf, Hohlweiler, Krettenbach, Trautberg, Ulsenheim, Weigenheim und Wiesenbronn | Castell                         | Landkreis Bamberg, Landkreis Neustadt an der Aisch-Bad Windsheim, Landkreis Kitzingen                               |                                 |
| Castell-Remlingen                                          | Amt Remlingen      | Remlingen   | Remlingen (Kondominium mit Löwenstein-Wertheim), Billingshausen Oberaltertheim, Steinbach bei Würzburg, Unteraltertheim sowie den Castellschen Besitz in Duttenbrunn | Castell                         | Landkreis Würzburg, Landkreis Main-Spessart                                                                         |                                 |
| Castell-Remlingen                                          | Amt Burghaslach    | Burghaslach | Burghaslach, Dietendorf (Anteil), Holzberndorf (Anteil), Ilmenau (Anteil), Kirchrimbach, Kleinweisach (Anteil), Rosenbirkach, Seitenbuch, Sixtenberg, Unterrimbach (Anteil), Wasserberndorf (Anteil) sowie den Castellschen Besitz in Altershausen, Birkach, Burgbernheim, Füttersee, Haag, Hohenmühle, Hohnsberg, Kaubenheim, Mailach, Obertaschendorf, Pretzdorf und Thüngfeld | Castell, Teile nach Rüdenhausen | Landkreis Neustadt an der Aisch-Bad Windsheim, Landkreis Bamberg, Landkreis Kitzingen, Landkreis Erlangen-Höchstadt |                                 |
| Castell-Remlingen                                          | Amt Rehweiler      | Rehweiler   | Rehweiler | Castell                         | Landkreis Kitzingen                                                                                                 | Verwaltet durch Amt Burghaslach |
| Castell-Remlingen                                          | Amt Breitenlohe    | Breitenlohe | Breitenlohe, Dietersdorf (Anteil), Freihaslach (Anteil), Kienfeld (Anteil), Münchhof, Niederndorf sowie den Castellschen Besitz in Burghaslach, Dutendorf, Kirchrimbach und Oberrimbach | Steigerwald                     | Landkreis Neustadt an der Aisch-Bad Windsheim, Landkreis Erlangen-Höchstadt                                         | Verwaltet durch Amt Burghaslach |
| Castell-Remlingen                                          | Rittergut Buchbach | Buchbach    | Buchbach, Dutendorf, Kleinweisach (Anteil) sowie den Castellschen Besitz in Freihaslach (Anteil) | Steigerwald                     | Landkreis Neustadt an der Aisch-Bad Windsheim                                                                       | Teil des Amtes Breitenlohe      |
| Castell-Remlingen                                          | Amt Gleißenberg    | Gleißenberg | Gleißenberg, Frickenhöchstadt | Steigerwald                     | Landkreis Neustadt an der Aisch-Bad Windsheim, Landkreis Erlangen-Höchstadt                                         | Verwaltet durch Amt Burghaslach |
| Castell-Rüdenhausen                                        | Amt Rüdenhausen    | Rüdenhausen | Rüdenhausen, Abtswind (Anteil), Bergtshofen (Anteil), Dampfach (Anteil), Dürrnbuch, Eichfeld, Gräfenneuses (Anteil), Herper, Krautheim, Obereisenheim, Rüdenhausen, Rödelsee (Anteil), Wiesenbronn (Anteil) sowie den Castellschen Besitz in Altmannshausen, Buchheim, Friedrichsberg, Langenberg, Lenkersheim und Obervolkach                                                   | Rüdenhausen                     | Landkreis Kitzingen, Landkreis Neustadt an der Aisch-Bad Windsheim, Landkreis Haßberge, Landkreis Würzburg          |                                 |
| Castell-Rüdenhausen und Castell-Remlingen gemeinschaftlich | Amt Urspringen     | Urspringen  | Urspringen | Rhön-Werra                      | Landkreis Main-Spessart                                                                                             | Verwaltet durch Amt Remlingen   |

Daneben waren beide Linien im Besitz von Possenheim, einem heimgefallenen Lehen von Limpurg (siehe unten unter Cent Hellmitzheim). Die Steuern gingen hier je zur Hälfte an beide Landschaftskassen.

## Centgerichte der Grafschaft Castell
| Grafschaft                                                 | Cent                     | Orte |
| ---------------------------------------------------------- | ------------------------ | --- |
| Castell-Rüdenhausen und Castell-Remlingen gemeinschaftlich | Cent Castell-Rüdenhausen | Castell, Dürrnbuch, Eselsmühle, Eichfeld, Feuerbach, Friedrichsberg, Greuth, Gründleinsmühle, Krautheim, Rüdenhausen, Trautberg, Wüstenfelden, Ziegenbach und Anteile an Gräfenneuses und Rödelsee |
| Castell-Remlingen                                          | Cent Burghaslach         | Abtsgreuth, Ailsbach, Altershausen, Appenfelden, Breitenlohe, Buchbach, Buchfeld, Burggrub (der Schlossbezirk war centfrei), Burghaslach, Burghöchstadt, Burgweisach, Dietersdorf, Dutendorf, Eselsmühle, Freihaslach, Frickenhöchstadt, Frimmersdorf, Fürstenforst, Füttersee, Gleißenberg, Großbirkach, Haag, Hammermühle, Harthof, Hermersdorf, Heuchelheim, Hohenmühle, Hohnsberg, Holzberndorf, Hombeer, Hülsenmühle, Hutzelmühle, Ilmenau, Kienfeld, Kirchrimbach, Kleinbirkach, Kleinweisach, Lohmühle, Markt Taschendorf, Münchhof, Neugrub, Neuses, Niederndorf, Oberrimbach, Obertaschendorf, Oberwinterbach, Ochsenschenkel, Pretzdorf, Rehweiler, Rosenbirkach, Schornweisach, Seeramsmühle, Seitenbuch, Sixtenberg, Tragelhöchstädt, Unterrimbach, Unterwinterbach, Vestenbergsgreuth, Warmersdorf, Wasserberndorf und Weickersdorf |
| Castell-Remlingen                                          | Cent Remlingen           | Steinbach und Anteile an Billingshausen, Remlingen und Unteraltertheim |

Daneben gehörten der Grafschaft Castell noch Anteile an der Cent Abtswind (Castell-Rüdenhausen) und der Cent Wiesenbronn (Castell-Rüdenhausen und Castell-Remlingen gemeinschaftlich).

## Früherer Besitz
Die Cent Großlangheim sowie das Amt Großlangheim wurde 1447 von Graf Wilhelm II. den Grafen Georg von Henneberg-Römhild und Karl Truchseß von Wetzhausen verkauft. Die Cent Hellmitzheim (Hellmitzheim, Possenheim und Einersheim) war 1412 bis 1435 gemeinsamer Besitz von Castell und Limpurg. Sie wurde 1435 an Limpurg verpfändet und 1482 endgültig verkauft. Die Cent Haltenbergstetten wurde 1412 ererbt und 1415 an Erlinger von Seinsheim verkauft. Die Cent Schwarzach war würzburgischer Besitz, spätestens ab 1230 war Castell Lehensnehmer. Am 11. September 1532 einigte sich Castell und Würzburg auf eine Regelung, nach der die Landeshoheit klar bei Würzburg lag. 1432 trennte Würzburg Volkach von der Cent ab und schuf dort eine eigene Hochgerichtsbarkeit. 1520 verzichtete Castell auf alle Rechte an Volkach.